# Đani Stipaničev
Đani Stipaničev (Mokrin, 27. svibnja 1969.) hrvatski pjevač, glumac i glazbenik.
Đani Stipaničev, poznati je kazališni tenor – bariton, zvijezda domaćih rock opera i  mjuzikala, široj javnosti poznat po svojim vokalnim sposobnostima i kazališnim angažmanima.
Iza Đanija Stipaničeva je bogato iskustvo stalnog solista brojnih televizijskih emisija i cijeli niz kazališnih predstava.

## Životopis
Đani Stipaničev rođen je 27. svibnja 1969. godine u Mokrinu. Djetinjstvo je proveo u Tribunju i Šibeniku gdje je završio osnovnu i srednju školu dok za vrijeme studija boravi u Zagrebu. Studirao je na Prirodoslovno-matematičkom fakultetu smjer biologija. Svoj glazbeni put započeo je još u mladim danima u klapi Dalmati koja mu je uvelike pomogla u poslu kojim se danas bavi.
Spletom okolnosti Đani dobiva ulogu u rock operi "Jesus Christ Superstar" što mu je ujedno i prvi angažman u ZGK Komedija. Nakon odličnih kritika Đani dobiva uloge u raznim predstavama te tada postaje član ansambla ZGK Komedija.
U Komediji igra u predstavama:
"Jadnici" (kao inspektor Javert)
"Jalta, Jalta" (kao Griša, ruski sobar)
"Jesus Christ Superstar" (naslovna uloga)

Predstave u kojima je igrao u Komediji ali se više ne izvode su:
"Aida"
"Briljantin"
"Dundo Maroje '08"
"Gubec-beg"
"Janica i Jean"
"Kosa"
"Lijepa Helena"
"Mali dućan strave"
"Noć u Veneciji"
"Piaf"
"Šišmiš"
Za kazalište "Žar ptica" igrao je u predstavi "Majstorska klasa Marije Callas". U Hrvatskom narodnom kazalištu igrao je u predstavi "Priča sa zapadne strane" gdje je za ulogu Tonyja osvojio nagradu hrvatskog glumišta 2004. godine.
2019. godine odlikovan je Redom Danice hrvatske s likom Marka Marulića.

## Diskografija
Đani Stipaničev svoj prvi album pod nazivom Kartolina iz Dalmacije izdao je 2006. godine. Na CD-u su se uz Đanijeve samostalne pjesme našle i obrade starijih dalmatinskih hitova. 
Godine 2007. izlazi CD koji je ujedno i podsjetnik na koncert kojeg je Đani održao u Kazalištu Komedija na kojem su gostovali: Josipa Lisac, Sandra Bagarić, Renata Sabljak, Danijela Pintarić, Barbara Othman, Vlatka Burić, Ervin Baučić, Klapa "Dalmati", Revijski orkestar, dirigent: Mo. Dinko Appelt.
Na programu su se osim pjesama s albuma Kartolina iz dalmacije našle i poznate pjesme u Đanijevoj izvedbi: "Beautiful Maria Of My Soul", "Con te pariro", "Hair" ("I Got Life"), "Neka cijeli ovaj svijet", "Gubec-Beg" (Ljubavna). Godinu dana kasnije izlazi i DVD sa snimkom koncerta.
Godine 2009. izašao je posljednji studijski album pod nazivom Ti si moje sve čija bi se daljnja promocija trebala nastaviti gostovanjima i koncertima na Jadranu kroz ljeto 2010.

### Albumi
- 2006. - Kartolina iz Dalmacije
- 2007. - Live in Komedija
- 2009. - Ti si moje sve

## Festivali
Đani uz obveze u kazalištu često gostuje na raznim festivalima. Na natjecanju za izbor hrvatske pjesme za pjesmu Eurovizije Dora nastupao je:
- 1999. - "Još jedno jutro budi se"
- 2006. - "Tilo uz tilo"
- 2008. - "Ja san umra za ljubav"
- 2010. - "Nek nam bude lijepo"

Na hrvatskom radijskom festivalu Đani je nastupao:
- 2000. - "Pokora"
- 2009. - "Nevera"

Osim na spomenutim Đani je još nastupao na CMC festivalu, Krapinskom festivalu, Melodijama Jadrana te na festivalu Šibenske šansone. Đani Stipaničev je također organizator i gost mnogih humanitarnih akcija i koncerata.
Osim nastupa po hrvatskoj ostvario je brojne inozemne turneje među kojima izdvajamo one po SAD-u,  Kanadi te mnogim europskim zemljama.

### Nagrade
Uz sudjelovanje na festivalima ostvario je brojne nagrade:
- Nagrada za interpretaciju na festivalu Split '99. ("Zbog tebe"),
- Festival dalmatinske šansone u Šibeniku 2001. g. ("Paško"),
- Prva nagrada publike i Nagrada za najbolju interpretaciju na Festivalu dalmatinske šansone Šibenik 2005.,
- Treća nagrada publike i žirija (s klapom Brodarica – "Tovare moj") - Festival dalmatinske šansone u Šibeniku 2007.,
- Festival Split 2009. - prva nagrada publike te grand prix s pjesmom "Mali Paškin"
- Festival Šibenik 2009. - "Sve smo bliži" - feat. klapa Maslina - prva nagrada strucnog zirija i prva nagrada publike

## Televizijski nastupi
Đani je svoje televizijske nastupe započeo prije desetak godina kao stalni solist emisija:
"Napokon nedjelja" (TV Mreža)
"U dobrom društu" (HTV)
"Moderato cantabile" (HTV)
"Dizalica" (HTV)
"Sfumato" (HRT)
Đanija smo još susretali u emisijama:
"Zvijezde pjevaju"
"Evergreen"
"Svirci moji"
"Lijepom našom"
Zvijezde pjevaju je televizijska emisija rađena po licenci BBC-a kojoj se Đani pridružio u drugoj sezoni te je zajedno sa svojim partnericama kroz tri godine ostvario sljedeće plasmane:
| Mentor          | Zvijezda            | Osvojeno mjesto |
| --------------- | ------------------- | --------------- |
| Đani Stipaničev | Karmela Vukov Colić | drugo           |
| Đani Stipaničev | Katja Kušec         | treće           |
| Đani Stipaničev | Mare Milin          | peto            |

Evergreen je emisija HRT-a gdje je cilj pjesme starijih izvođača predstaviti u novom izdanju te ih na taj način predstaviti publici.
Đani je izveo mnogo pjesama a neke od njih su:
| Originalni izvođač | Izvođač za Evergreen | Naziv pjesme             |
| ------------------ | -------------------- | ------------------------ |
| Srebrna krila      | Đani Stipaničev      | "O Ana"                  |
| Milo Hrnić         | Đani Stipaničev      | "Moja Ane broji dane"    |
| Davor Radolfi      | Đani Stipaničev      | "Tvoje ime kao ime ruže" |
| Mišo Kovač         | Đani Stipaničev      | "Proplakat će zora"      |
| Vice Vukov         | Đani Stipaničev      | "Pismo ćali"             |
| Magazin            | Đani Stipaničev      | "Put putujem"            |
| Mišo Kovač         | Đani Stipaničev      | "Ostala si uvijek ista"  |
| Tony Cetinski      | Đani Stipaničev      | "Tebe ne bih mijenjao"   |
| Goran Karan        | Đani Stipaničev      | "Lipa si lipa"           |
| Vice Vukov         | Đani Stipaničev      | "Zvona moga grada"       |
| Milo Hrnić         | Đani Stipaničev      | "Nije u šoldima sve"     |
| Oliver Dragojević  | Đani Stipaničev      | "Cesarica"               |
| Oliver Dragojević  | Đani Stipaničev      | "Oprosti mi pape"        |
| Tedi Spalato       | Đani Stipaničev      | "Konoba"                 |
| Milan Bačić        | Đani Stipaničev      | "Mirjana"                |

Uz sudjelovanje u glazbenim emisijama ostvario je i gostujuću ulogu u hrvatskoj TV seriji Bitange i princeze u kojoj je glumio Matu Perića hrvatskog domoljuba, vojnika i glazbenika.

## Sinkronizacija
- "Hotel Transilvanija 2" kao Fantom iz opere (2015.)
- "Coco i velika tajna" kao Ernesto De La Cruz (vokal) (2017.)
- "Ljepotica i zvijer" (igrani film) kao Gaston (2017.)
- "Ljepotica i zvijer" kao Gaston (2010.)
- "Snjeguljica i sedam patuljaka" kao Princ (2009.)
- "Pinokio" kao Cvrčak Cvrki (vokal) (2009.)
- "Roary" kao Majstor Niko, Pluger (Uvodna špica) (2008.)
- "Princ od Egipta" kao Mojsije (vokal) (2006.)
- "Pepeljuga" kao Princ (2005.)
- "Rokeri iz kokošinjca" kao Pjevac (Uvodna špica)

### Voditeljske uloge
- "Porin" kao jedan od glavnih voditelja (zajedno s Danielom Trbović) (2008.)